# The Wedding Ringer
The Wedding Ringer (Brasil: Padrinhos Ltda. / Portugal: O Amigo Do Peito) é um filme norte-americano de comédia, lançado em 2015, com direção de Jeremy Garelick. No filme estrela Kevin Hart, Josh Gad e Kaley Cuoco. O filme foi produzido por Adam Fields, Will Packer Productions e Miramax films, distribuído pela Screen Gems, e lançado no dia 16 de janeiro de 2015.

## Sinopse
Um homem está preparando a sua cerimônia de casamento, mas ele não tem padrinhos para convidar. Para fingir que tem amigos, ele contrata desconhecidos para se passarem por padrinhos, mas este grupo atrapalhado vai colocar os planos de seu casamento em risco.

## Elenco
- Kevin Hart as Jimmy Callahan/Bic Mitchum
- Josh Gad as Doug Harris
- Kaley Cuoco as Gretchen Palmer
- Alan Ritchson as Kip Loyola/Carew
- Cloris Leachman as Grandma
- Mimi Rogers as Lois Palmer
- Ken Howard as Ed Palmer
- Affion Crockett as Reggie/Drysdale
- Jenifer Lewis as Doris Jenkins
- Olivia Thirlby as Allison Palmer[7]
- Justine Ezarik as Pam Reinsdorf
- Jorge Garcia as Lurch/Garvey
- Josh Peck as Bad Best Man
- Eugenio Cobo as Roberto
- Aaron Hernan as Francisco
- Joe Namath as Himself
- John Riggins as Himself
- Ed "Too Tall" Jones as Himself
- Francisco Gattorno as David
- Michelle Vieth as Martha
- Fernando Colunga as Jose
- Aaron Takahashi as Harvey Endo/Rambis
- Dan Gill as Gil Bronstein/Dickerson
- Corey Holcomb as Otis/Alzado
- Glozell Green as Attractive Traveler
- Tristin Mays as Cute Bridesmaid
- Colin Kane as Fitzgibbons/Plunkett
- Ignacio Serricchio as Edmundo Regal
- Nicole Whelan as Nadia
- Whitney Cummings as Holly Munk
- Jeff Ross as a Wedding Singer
- Nikki Leigh as The 15 Year Old
- Lisa Donovan as The Flight Attendant
- Lindsay Pearce as Alexandra Plylow

## Laçamento
O filme tinha sua estreia no Brasil prevista para 26 de março, porém a Sony Pictures cancelou e lançou o filme diretamente em DVD e Blu-Ray, mesmo tendo faturado quase três vezes o valor do seu orçamento nas bilheterias norte-americanas.

## Recepção

### Bilheteria
The Wedding Ringer arrecadou US$ 64,5 milhões na América do Norte e US$ 15,3 milhões em outros territórios. O filme arrecadou mundialmente um total de US$ 79,8 milhões. Apesar de receber geral críticas negativas, o filme foi um sucesso de bilheteria, arrecadando mais de 79 milhões, contra um orçamento de US$ 23 milhões

### Crítica
The Wedding Ringer recebeu em geral críticas negativas. No Rotten Tomatoes o filme mantém uma classificação de 29%, com base em 111 comentários, com uma classificação média de 4.41/10. Levando o consenso "Kevin Hart e Josh Gad pode ser dois grandes comediantes que combinam entre si, mas há pouca evidência de que em exposição no The Wedding Ringer." No Metacritic, o filme tem uma pontuação de 35 de 100, com base em 27 críticos, indicando "revisões geralmente desfavoráveis".

## Prêmios e Indicações
| Premio            | Categoria              | Nomeado     | Resultado |
| ----------------- | ---------------------- | ----------- | --------- |
| Framboesa de Ouro | Pior Ator Coadjuvante  | Josh Gad    | Indicado  |
| Framboesa de Ouro | Pior Atriz Coadjuvante | Kaley Cuoco | Venceu    |

## Ligações Externas
- «Sítio oficial»
- The Wedding Ringer. no IMDb.